# Lac Khantaï
Le lac Khantaï (en russe : Хантайское озеро) est un lac en forme de long ruban orienté est-ouest, se situant dans le bassin de la rivière Khantaïka, au sein des monts Poutorana, dans le kraï de Krasnoïarsk en Russie. Le lac a une superficie de 880 km2, une longueur de 150 km et une largeur de 7 km. 
Le lac Khantaï se divise entre le « petit lac Khantaï » (Малое Хантайское озеро), encore appelé lac Delimakit (Делимакит озеро) et le « grand lac Khantaï ».